# العلاقات البيروية التركية
العلاقات البيروفية التركية هي العلاقات الثنائية التي تجمع بين بيرو وتركيا.

## مقارنة بين البلدين
هذه مقارنة عامة ومرجعية للدولتين:
| وجه المقارنة                                              | بيرو                                   | تركيا         |
| --------------------------------------------------------- | -------------------------------------- | ------------- |
| المساحة (كم2)                                             | 1.29 مليون                             | 783.56 ألف    |
| عدد السكان (نسمة)                                         | 32.16 مليون                            | 80.14 مليون   |
| الكثافة السكانية (ن./كم²)                                 | 24.93                                  | 102.28        |
| العاصمة                                                   | ليما                                   | أنقرة         |
| اللغة الرسمية                                             | اللغة الإسبانية، اللغة الأيمرية، كتشوا | اللغة التركية |
| العملة                                                    | سول بيروفي جديد                        | ليرة تركية    |
| الناتج المحلي الإجمالي (بليون دولار)                      | 211.39 مليار                           | 851.10 مليار  |
| الناتج المحلي الإجمالي (تعادل القوة الشرائية) بليون دولار | 393.13 مليار                           | 1.57 تريليون  |
| الناتج المحلي الإجمالي الاسمي للفرد دولار أمريكي          | 6.03 ألف                               | 9.12 ألف      |
| الناتج المحلي الإجمالي للفرد دولار أمريكي                 | 11.99 ألف                              | 19.79 ألف     |
| مؤشر التنمية البشرية                                      | 0.740                                  | 0.761         |
| رمز المكالمات الدولي                                      | +51                                    | +90           |
| رمز الإنترنت                                              | .pe                                    | .tr           |
| المنطقة الزمنية                                           | توقيت بيرو، 00                         | ت ع م+03:00   |

## مدن متوأمة
في ما يلي قائمة باتفاقيات التوأمة بين مدن بيروفية وتركية:
- ترتبط ليما مع أخيسار باتفاقية توأمة.

## منظمات دولية مشتركة
يشترك البلدان في عضوية مجموعة من المنظمات الدولية، منها:
| علم المنظمة | اسم المنظمة                                                | تاريخ انضمام بيرو | تاريخ انضمام تركيا |
| ----------- | ---------------------------------------------------------- | ----------------- | ------------------ |
|             | مؤسسة التنمية الدولية                                      | 30 أغسطس 1961     | 22 ديسمبر 1960     |
|             | يونسكو                                                     | 21 نوفمبر 1946    | 4 نوفمبر 1946      |
|             | وكالة ضمان الاستثمار متعدد الأطراف                         | 2 ديسمبر 1991     | 3 يونيو 1988       |
|             | الأمم المتحدة                                              | 31 أكتوبر 1945    | 24 أكتوبر 1945     |
|             | العملية المشتركة للاتحاد الأفريقي والأمم المتحدة في دارفور | ?                 | ?                  |
|             | الفريق المعني برصد الأرض                                   | ?                 | ?                  |
|             | الاتحاد البريدي العالمي                                    | ?                 | ?                  |
|             | البنك الدولي للإنشاء والتعمير                              | 31 ديسمبر 1945    | 11 مارس 1947       |
|             | المنظمة الهيدروغرافية الدولية                              | ?                 | ?                  |
|             | الاتحاد الدولي للاتصالات                                   | 12 يوليو 1915     | 1866               |
|             | منظمة حظر الأسلحة الكيميائية                               | ?                 | ?                  |
|             | مؤسسة التمويل الدولية                                      | 20 يوليو 1956     | 19 ديسمبر 1956     |
|             | المركز الدولي لتسوية المنازعات الاستشارية                  | 8 سبتمبر 1993     | 2 أبريل 1989       |
|             | منظمة التجارة العالمية                                     | ?                 | 26 مارس 1995       |
|             | منظمة الشرطة الجنائية الدولية                              | ?                 | ?                  |

## وصلات خارجية
- موقع وزارة الخارجية البيروفية
- موقع وزارة الخارجية التركية